# 4465 Rodita
4465 Rodita este un asteroid din centura principală, descoperit pe 14 octombrie 1969 de Bella Burnasheva.